# 기자키촌 (사이타마현)
기자키촌(木崎村)은 사이타마현 기타아다치군에 존재했던 촌이다. 현재의 사이타마시에 해당한다.
1932년 4월 1일에 오아자키타부쿠로를 제외한 대부분이 우라와정에 편입되어 소멸하였다.
촌 지역은 '기사키 지구'라고 불렸다. 오오아자키부쿠로만 오미야정에 편입되었다. 

## 지리
- 사이타마현 중앙(기타아다치) 지역 남부에 있었다.
- 오미야 고원에 위치하며, 고원과 그 사이에 있는 개석고원으로 이루어져 있다. 북동부는 시바강에 접해 있으며, 충적평야로 되어 있다.

## 역사
- 1889년 4월 1일 - 정촌제 시행에 병행하여 기타아다치군 기자키촌이 성립하였다.
- 1912년 11월 1일 - 촌의 서쪽 끝에 요노역이 개통되었다.
- 1934년 2월 11일 - 우라와정이 시로 승격해, 우라와시가 되었다.
- 1940년 11월 3일 - 미하시촌, 오사토촌, 미야하라촌, 닛신촌과 합병해, 오미야시가 되었다.
- 2001년 5월 1일 - 우라와시, 오미야시, 요노시와 합병해, 사이타마시가 성립에 의해 구 기자키촌의 지역도 사이타마시가 되었다.

## 참고문헌
- 「角川日本地名大辞典」編纂委員会『角川日本地名大辞典 11 埼玉県』角川書店、1980年7月8日。ISBN 4040011104。